# Belvedere Park, Georgia
Belvedere Park är en ort (CDP) i DeKalb County, i delstaten Georgia, USA. Enligt United States Census Bureau har orten en folkmängd på 15 152 invånare (2010) och en landarea på 12,7 km².